# 충칭시 (중화민국)
충칭시(중국어: 重慶市)는 중화민국 대륙 시기 12개 직할시 중 하나이다. 현재의 충칭시의 관할 구역과는 다르다.